# De Kooning
De Kooning is een compositie van Morton Feldman. Het is geschreven voor hoorn, percussie, piano/celesta, viool en cello. De compositie is geschreven als filmmuziek voor een film over Willem de Kooning, werkend in zijn atelier. De documentaire werd gemaakt door Hans Namuth. Feldman is een aantal maal in het atelier van De Kooning geweest en het viel hem op hoe langzaam De Kooning werkte. Feldman had het idee dat de schilderijen snel geschilderd werden, maar dat bleek niet het geval. Namuth had voor deze documentaire dus de juiste componist te pakken. Feldman schreef meestal muziek waarbij tempo geen elke rol speelde; hij koos meer voor precisie en bedachtzaamheid.
Het was de tweede keer dat Feldman met Namuth werkte. Eerder schreef Feldman muziek, maar dan achteraf, voor een documentaire over Jackson Pollock.
Feldman vond dat de compositie ook zonder de film op de achtergrond uitgevoerd kon worden. In de film wordt naast de muziek van Feldman ook muziek van Franz Schubert gebruikt; de Impromptu nr. 3 in Ges (D899).

## Bron en discografie
- Uitgave Kairos; Ensemble Recherche